# حضرية جديدة

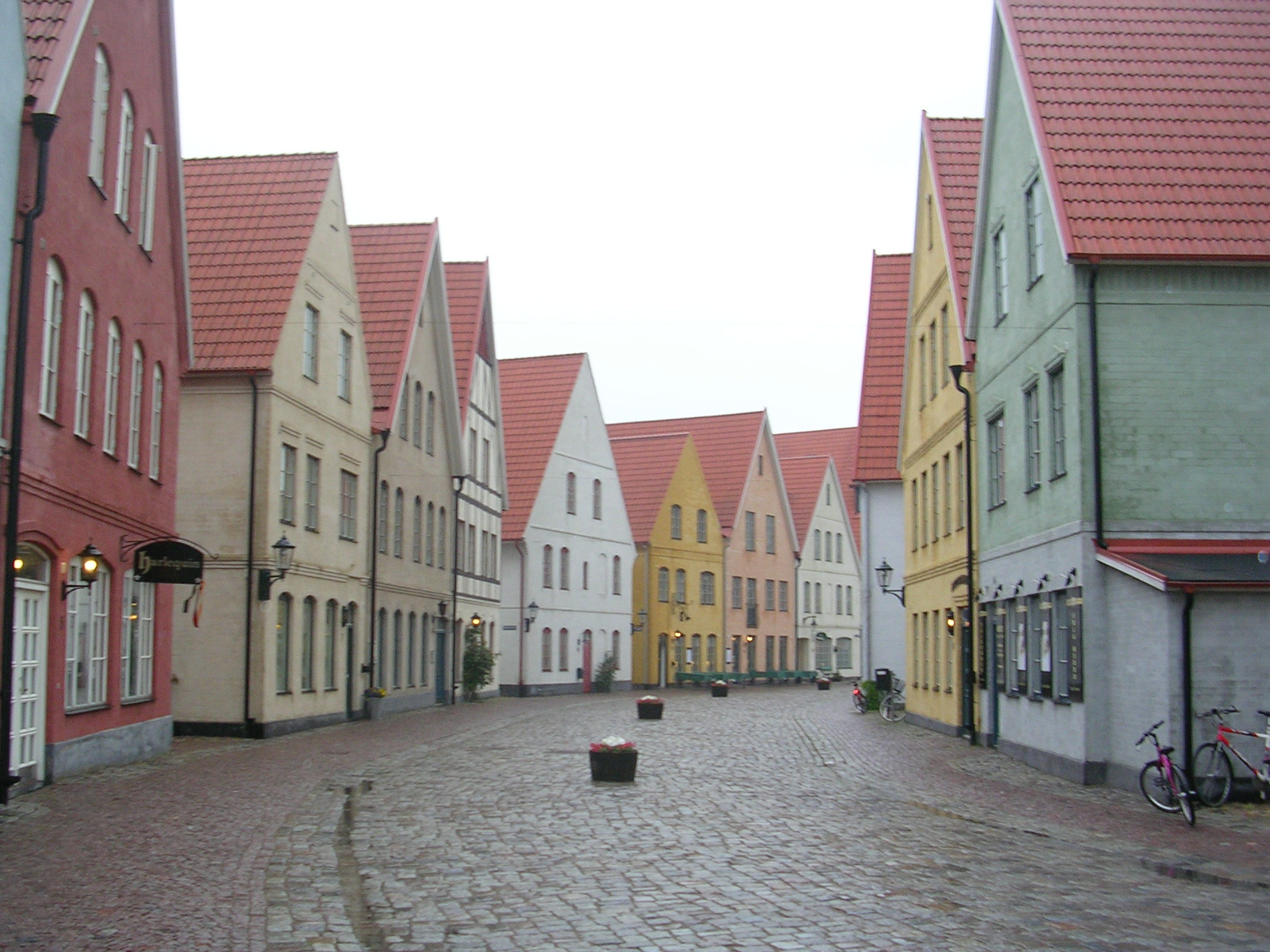
شارع لا يمر فيه سيارات في حي مخطط في السويد

الحضرية الجديدة (أو: التمدين الجديد)، هي حركة في التصميم الحضري تعزز العادات الصديقة للبيئة من خلال تطوير أحياء تسمح بالتجول فيها سيرا على الأقدام وتضم مجموعة متنوعة من أنواع الإسكان والوظائف. ظهرت في أوائل الثمانينيات في الولايات المتحدة، وأثرت تدريجيًا على العديد من جوانب التطوير العقاري والتخطيط الحضري واستراتيجيات استخدام الأراضي البلدية. تسعى حركة العمران الجديد إلى معالجة مشكلتي الزحف العمراني ونمو الضواحي الذي حدث بعد الحرب العالمية الثانية.

تأثرت الحضرية الجديدة تأثرا شديدا بممارسات في التصميم العمراني كانت سائدة قبل صعود السيارة في الفترة قبل الحرب العالمية الثانية؛ هي تشمل عشرة مبادئ أساسية مثل تصميم الأحياء التقليدي والتنمية الموجهة نحو التنقل. يمكن نسب الأفكار هذه إلى مبدأين: خلق الإحساس بالانتماء للمجتمع وتطوير عادات صديقة للبيئة.

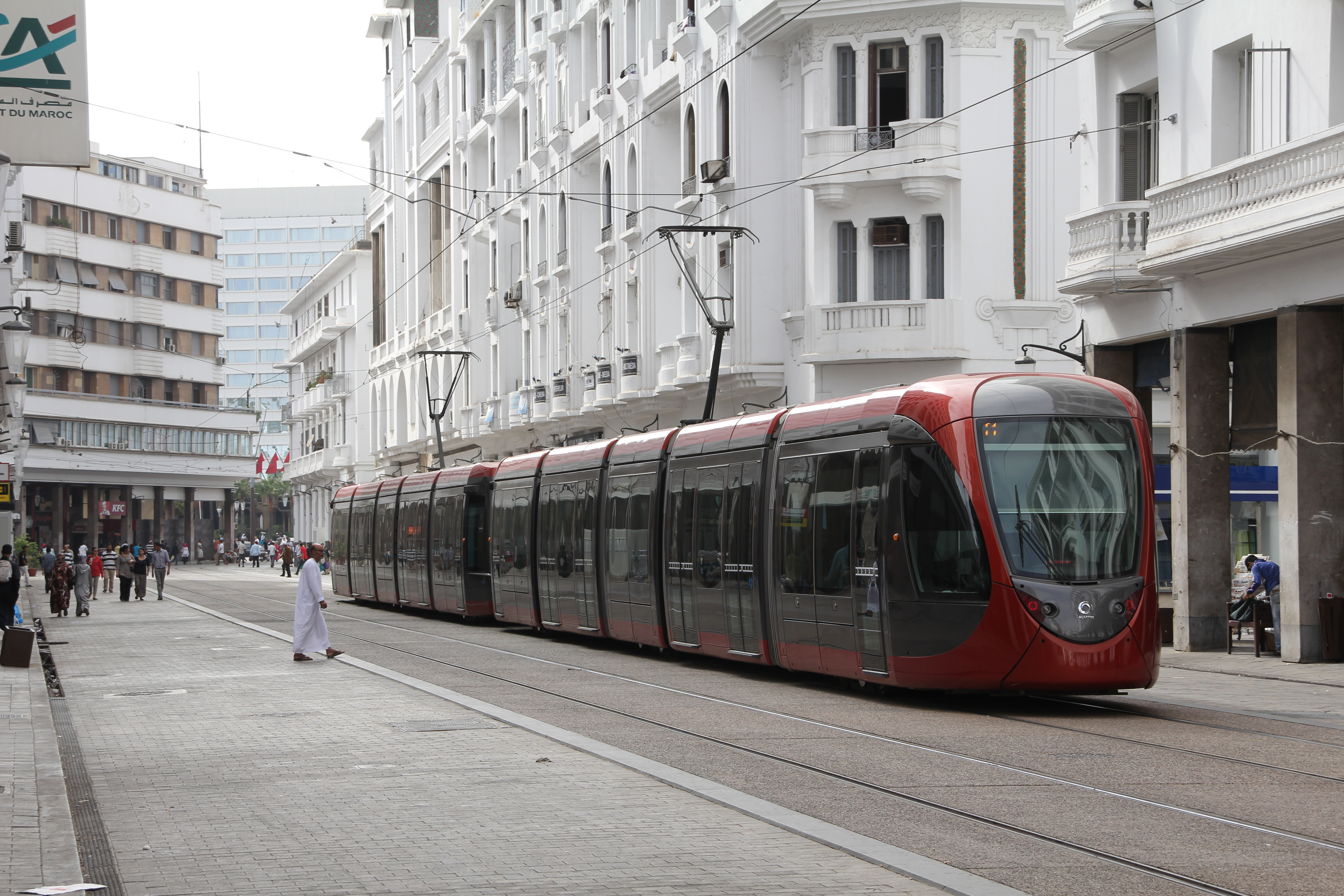
شارع محمد الخامس في الدار البيضاء خصص للمشاة مع إنشاء الخط الأول للطرامواي

المجلس المنظم للحضرية الجديدة هو المجلس للحضرية الجديدة المؤسسة عام 1993 المقرة في سانفرانسيسكو. نصه التأسيسي هو ميثاق الحضرية الجديدة (Charter of the New Urbanism)، الذي يبدأ كما يلي:
نساند إعادة هيكلة السياسة العمومية وممارسات التطوير احتضانا للمبادئ التالية: ينبغي أن تكون الأحياء متنوعة من ناحية الاستخدام والسكان؛ ينبغي أن تصمم المجتمعات لمرور المشاة ووسائل النقل العمومية على السواء مع السيارة؛ ينبغي أن تشكل العواصم والمدن مساحات ومنشآت مجتمعية عمومية محددة فعليا ومتاحة للجميع؛ وينبغي أن يحدد الفضاءات الحضرية تصميم معماري وطبيعي يحتفل بالتاريخ المحلي والمناخ المحلي والبيئة المحلية والعرف البنائية المحلية.
يروج داعمو الحضرية الجديدة: للتخطيط الإقليمي لخلق مساحات خالية؛ للتخطيط والعمارة المناسبين لسياقهما؛ للتجهيز الكافي للبنية التحتية، مثل ملاعب رياضية ومكتبات ومراكز مجتمعية؛ ولتطوير الإسكان والوظائف المتزن. يعتقد هؤلاء بأن سياساتهم تمكن انخفاض ازدحام المرور عن طريق حث السكان على التمشي وركوب الدراجات واستخدام أنظمة النقل السريع، ويأملون كذلك في أن هذا التنظيم سوف يزيد من توفير الإسكان الميسور التكلفة ويسهل القضاء على التمدد العمراني. ويغطي ميثاق الحضرية الجديدة قضايا مثل الحفاظ التاريخي والشوارع الآمنة والبناء المستدام وإعادة تطوير الأرض المهجورة. وتصيغ المبادئ العشرة للحضرية الذكية تعاليم لمنهجيات الحضرية الجديدة أيضا.
ومن ناحية العمارة، فالمشاريع المحتضنة للحضرية الجديدة هي غالبا مصحوبة بأساليب عمارة الكلاسيكسية الجديدة أو عمارة ما بعد الحداثة أو العمارة العامية ولكنه ليس دائما الحال.

## خلفية
كانت المدن حتى القرن العشرين منظمة عامة على أحياء مختلفة الاستخدام يجوز التمشي فيها. معناه أن المدينة، لمعظم التاريخ البشري، يمكن التنقل فيها سيرا على الأقدام تماما، إلا أن مع تطوير المواصلات العمومية، فنطاق المدينة امتدت على خطوط وسائل التنقل، ما أدى إلى إنماء مجتمعات مشاة، ولكن الاهتمام تحول من الحضر إلى أنماط الإنماء التي تقضي احتياجات السيارة.ركز التخطيط العمراني بعد الحرب العالمية الثانية على استخدام التقسيم الحضري لفصل التطوير الإسكاني عن التطوير الصناعي، كما أنه ركز على إنشاء بيوت منفردة منخفضة الكثافة، وكل بيت مخصص لعائلة واحدة، وهو النظام الإسكاني المفضل عند الطبقة الوسطى النامية آنذاك. وهذا الفصل الفعلي بين المكان حيث يسكن الناس والمكان حيث يعملون ويتسوقون ويقضون وقتهم الترفيهي، إضافة إلى الكثافة الإسكانية المنخفضة التي خفضت الكثافة السكانية جذريا مقارنة بالعادة التاريخية، فهو جعل من السيارة ضرورة لا غنى عنها للتنقل العملي، ما ساهم في بزوغ ثقافة الاعتماد على السيارة.

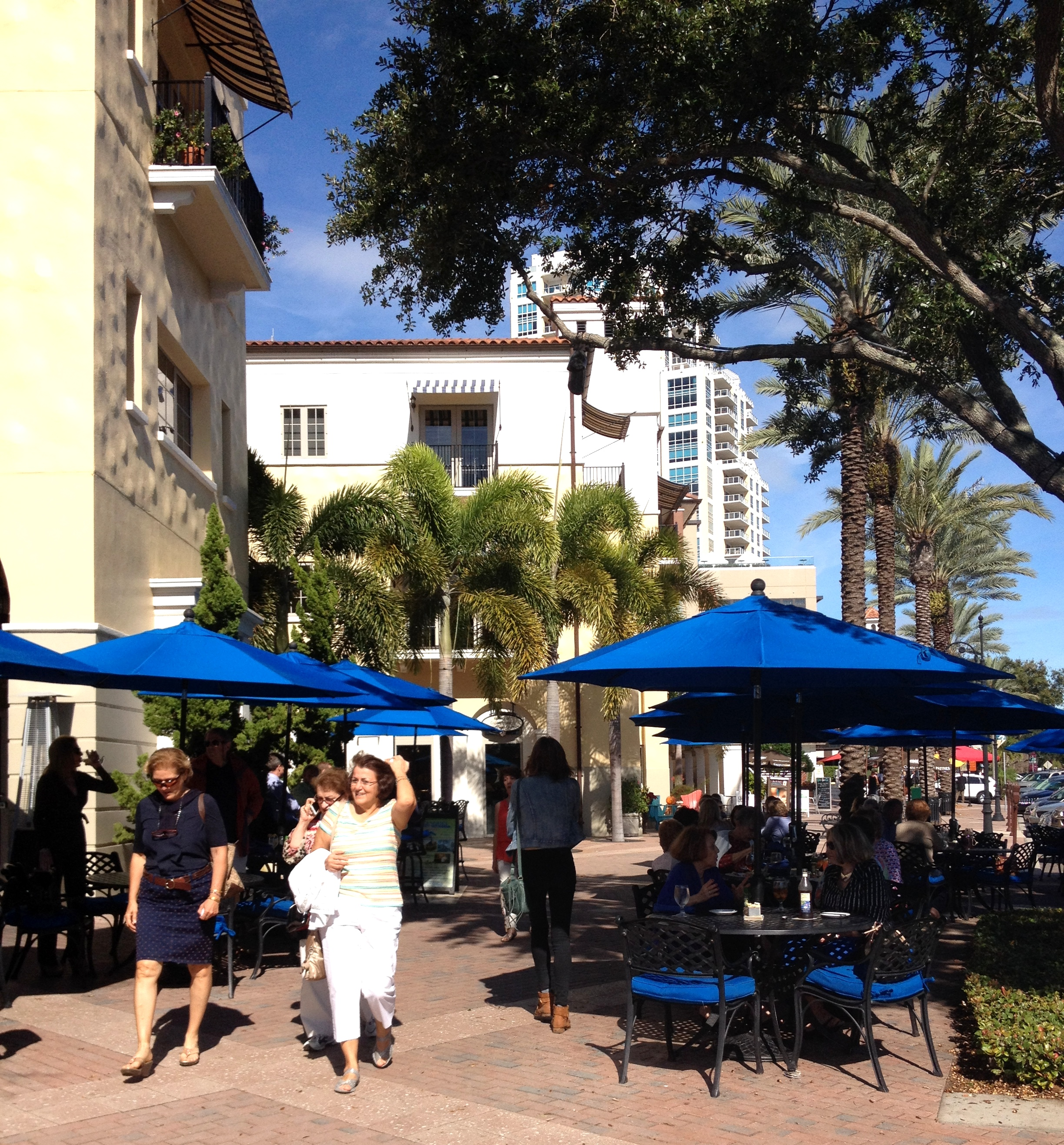
شارع في سانت بيترسبرغ بولاية فلوريدا

ظهر هذا النوع الجديد للتطوير، المتميز بالفصل الشديد بين الاستخدامات، بعد الحرب العالمية الثانية وهو معروف بلفظ «تطوير الضواحي المتعارف عليه» (conventional suburban development) أو «التمدد العمراني» للازدراء. معظم سكان الولايات المتحدة يسكنون في مجتمعات الضواحي بنيت في السنوات الخمسين الماضية، ولذلك ارتفع استعمال السيارة بحسب نصيب الفرد.
رغم أن الحضرية الجديدة كحركة منظمة لم تظهر إلا بعد فترة، إلا أن عددا من النشطاء والمفكرين بدأوا ينتقدون منهجيات التخطيط الحداثي قيد التنفيذ. الفيلسوف الاجتماعي والمؤرخ لويس ممفورد (Lewis Mumford) انتقد تطوير أميركا ما بعد الحرب «المضاد للحضر.» كتاب موت وحياة المدن العظمى الأميركية (The Death and Life of Great American Cities) الذي كتبته جاين جاكوبز أوائل عقد 1960 دعا مخططي الإسكان إلى إعادة اعتبار مشاريع الإسكان الأحادية الاستخدام والطرق الكبيرة المعتمدة على السيارة والمراكز التجارية المنفصلة التي صارت من السائد. وطور المعماري الفرنسي فغونسوا سپوغي (François Spoerry) مفهوم «العمارة اللينة» الذي طبقه في إنشاء پوغ گغيمو (Port Grimaud) وهي مدينة ميناء في جنوب فرنسا، وكان لنجاح هذا المشروع تأثير كبير وأدى إلى مشاريع عمارة لينة كثيرة مثل بورت ليبارتي في نيوجيرسي أو بلاسي غوبيسو في فرنسا.

## تحديد العناصر
لاحظ كل من أندريه دواني وإليزابيث بلاتر زيبيرك، اثنان من مؤسسي «الكونغرس من أجل حضرية جديدة» مناظر الشوارع متعددة الاستخدامات مع متاجر الزاوية، والشرفات الأمامية، وتنوع المساكن المصممة جيدًا أثناء العيش في أحد الأحياء الفيكتورية الجديدة في نيوهافن في كونيكتيكت. لاحظا وزملاؤهما أنماطًا تشمل ما يلي:
- للحي مركز مميز، مربع الشكل أو أخضر اللون غالبًا، أو زاوية شارع مزدحمة أو جديرة بالتذكر أحيانًا. توجد محطة عبور في هذا المركز.
- تقع معظم المساكن على بعد خمس دقائق سيرًا على الأقدام من المركز، بمتوسط 0.25 ميل (0.40 كم).
- مجموعة متنوعة من المساكن- المنازل والمنازل المصطفة والشقق عادةً- بحيث يمكن للشباب وكبار السن والعزاب والعائلات والفقراء والأثرياء أن يجدوا أماكنًا للعيش فيها.
- متاجر ومكاتب متنوعة على أطراف الحي، بما يكفي لتلبية الاحتياجات الأسبوعية للأسرة.
- يُسمح بمبنىً ملحق صغير أو شقة مرآب ضمن الفناء الخلفي لكل منزل. يمكن استخدامه كوحدة تأجير أو مكان للعمل (مكتب أو ورشة عمل حرفية).
- المدرسة الابتدائية قريبة بما يكفي بحيث يمكن لمعظم الأطفال المشي من منازلهم.
- ملاعب صغيرة يمكن الوصول إليها من كل مسكن، إذ لا تبعد أكثر من عُشر ميل.
- تشكل الشوارع داخل الحي شبكة متصلة، والتي تُشتت حركة المرور من خلال توفير مجموعة متنوعة من طرق المشاة والمركبات إلى أي وجهة.
- الشوارع ضيقة نسبيًا ومظللة بصفوف من الأشجار. يبطئ ذلك من حركة المرور، مما يخلق بيئة مناسبة للمشاة والدراجات.
- تقع المباني وسط الحي بالقرب من الشارع، مما يخلق غرف خارجية واضحة المعالم.
- لا توضع مواقف السيارات وأبواب المرآب مقابل الشارع. تُخصص الأجزاء الخلفية من المباني لهذا الغرض، ويكون الوصول إليها عن طريق أزقة عادةً.
- تُحجز بعض المواقع البارزة في نهاية آفاق الشوارع أو في وسط الحي لصالح المباني المدنية. توفر هذه المواقع مساحة للاجتماعات المجتمعية والتعليم والأنشطة الدينية أو الثقافية.

## المنظمات
تعدّ منظمة الكونغرس من أجل حضرية جديدة المنظمة الأساسية التي تعزز الحضرية الجديدة في الولايات المتحدة، كما تعدّ المنظمة الرائدة التي تعمل على تعزيز تنمية الأحياء السكنية متعددة الاستخدامات والمتاحة للمشي والمجتمعات المستدامة وظروف المعيشة الصحية. يروج أعضاء الكونغرس من أجل حضرية جديدة، لمبادئ ميثاق المنظمة والسمات المميزة للحضرية الجديدة، بما في ذلك:
- شوارع صالحة للعيش مرتبة في كتل مدمجة يمكن المشي فيها.
- مجموعة من خيارات الإسكان لخدمة الناس من مختلف الأعمار ومستويات الدخل.
- إمكانية الوصول إلى المدارس والمتاجر والوجهات الأخرى المجاورة عن طريق المشي أو ركوب الدراجات أو خدمة النقل.
- أماكن عمومية تتسق مع الطبيعة البشرية، حيث يمكن للمباني المصممة بشكل مناسب تحديد الشوارع والأماكن العامة الأخرى وتنشيطها.

يعقد الكونغرس من أجل حضرية جديدة اجتماعًا سنويًا منذ عام 1993، عندما عقدوا أول اجتماع عام لهم في ألكسندريا في فيرجينيا، بحضور حوالي المئة شخص. استقطب الكونغرس بحلول عام 2008 بين 2000-3000 شخص لحضور الاجتماعات السنوية.
بدأت المنظمة في تشكيل الفروع المحلية والإقليمية حوالي عام 2004، مع تأسيس فرعي نيو إنغلاند وفلوريدا. اكتمل تأسيس 16 فرعًا ومجموعات مصالح رسمية لسبعة أخرى بحلول عام 2011. استضافت كندا اعتبارًا من 2013 فرعي المنظمة، في أونتاريو، والآخر في كولومبيا البريطانية والذي يتضمن أيضًا قسمًا لولايات شمال غرب الولايات المتحدة.
تشكلت على غرار المشاركة الدولية للمنظمة في كندا، منظمات شقيقة في مناطق أخرى من العالم، شملت مجلس الحضرية الأوروبية، وحركة الحضرية الإسرائيلية، والمجلس الأسترالي للحضرية الجديدة.
بدأت فروع منظمة «طلاب من أجل حضرية جديدة» بالظهور في الجامعات بحلول عام 2002، وشملت كلية سافانا للفنون والتصميم، وجامعة جورجيا، وجامعة نوتردام، وجامعة ميامي. اجتمعت مجموعة من المهنيين والطلاب الشباب في المؤتمر الحادي عشر في واشنطن العاصمة عام 2003، وبدأت في تطوير «بيان الجيل القادم من الحضريين الجدد».
عقد «الجيل القادم من الحضريين الجدد» جلستهم الرئيسية الأولى في العام التالي في الاجتماع الثاني عشر لمنظمة الكونغرس من أجل حضرية جديدة، في شيكاغو عام 2004. واصلت المجموعة الاجتماع سنويًا اعتبارًا من 2014 مع التركيز على المهنيين الشباب والطلاب وقضايا الأعضاء الجدد، وضمان توارد الأفكار الجديدة ووجهات النظر المتنوعة في الحضرية الجديدة والكونغرس من أجل حضرية جديدة. تشمل مشاريع الشركات المنبثقة للجيل القادم من الحضريين الجدد منشور حضرية حاضرة الذي نُشر لأول مرة في عام 2008 وأول دليل للتوسع الحضري التكتيكي.
أنتجت منظمة الكونغرس من أجل حضرية جديدة منشورات ومجموعات بحثية. تشمل المنشورات أخبار الحضرية الجديدة ونيو تاون بيبر. شكلت المجموعات البحثية منظمات غير ربحية مستقلة للبحث في موضوعات فردية مثل معهد الرموز القائمة على النماذج، ومعهد شاريت الوطني ومركز الدراسات الميدانية التطبيقية.
تُمارس مبادئ الحضرية الجديدة والحضرية الأوروبية في المملكة المتحدة، وتدرس من قبل مؤسسة الأمير للبيئة المبنية. تروج المنظمات الأخرى للحضرية الجديدة كجزء من اختصاصها في جميع أنحاء العالم، مثل الشبكة الدولية للبناء التقليدي والعمارة والحضرية، ورؤية أوروبا، ومجلس الحضرية الأوروبية، وغير ذلك.
أقامت منظمة الكونغرس من أجل حضرية جديدة والمنظمات الوطنية الأخرى شراكات مع المجموعات ذات التفكير المماثل. تتعاون المنظمات التي تعمل تحت شعار النمو الذكي مع الكونغرس من أجل حضرية جديدة. عقدت المنظمة بالإضافة إلى ذلك شراكات في مشاريع محددة مثل العمل مع المجلس الأمريكي للأبنية الخضراء، ومجلس الدفاع عن الموارد الطبيعية لتطوير الريادة في تصميمات الطاقة والبيئة لمعايير تطوير الأحياء، ومع معهد مهندسي النقل لتطوير دليل تصميم حلول حساسة للسياق.

## للمطالعة
- Arth, Michael E., The Labors of Hercules: Modern Solutions to 12 Herculean Problems. 2007 Online edition. Labor IX: Urbanism Link to book
- Arth, Michael E. (2010). Democracy and the Common Wealth: Breaking the Stranglehold of the Special Interests Golden Apples Media, (ردمك 978-0-912467-12-2). pp. 120–139, 363–386 Website about, and excerpts from Democracy and the Common Wealth
- Bohl, Charles C. "New Urbanism in the City: Potential Applications and Implications for Distressed Inner-City Neighborhoods." Housing Policy Debate 11.4 (2000): 761–801. (https://web.archive.org/web/20160611102029/http://www.botsfor.no/publikasjoner/litteratur/new%20urbanism/new%20urbanism%20and%20the%20city%20by%20charles%20bohl.pdf)
- Brooke, Steven (1995). Seaside. Gretna, La.: Pelican Publishing Company. (ردمك 0-88289-997-X)
- Calthorpe, Peter (1993). The Next American Metropolis: Ecology, Community, and the American Dream. New York: Princeton Architectural Press. (ردمك 1-878271-68-7)
- Calthorpe, Peter and William Fulton (2001). The Regional City: Planning for the End of Sprawl. Washington, DC: Island Press. (ردمك 1-55963-784-6)
- Congress for the New Urbanism (1999). Leccese, Michael؛ McCormick, Kathleen (المحررون). Charter of the New Urbanism. McGraw-Hill Professional. ISBN:0-07-135553-7.
- Duany, Andres؛ Plater-Zyberk, Elizabeth; & Alminana, Robert (2003). The New Civic Art: Elements of Town Planning. New York: Rizzoli Publications. ISBN:0-8478-2186-2.{{استشهاد بكتاب}}:  صيانة الاستشهاد: أسماء متعددة: قائمة المؤلفين (link)
- Duany, Andres؛ Plater-Zyberk, Elizabeth; & Speck, Jeff (2000). Suburban Nation: The Rise of Sprawl and the Decline of the American Dream. North Point Press. ISBN:0-86547-557-1. مؤرشف من الأصل في 2022-04-19.{{استشهاد بكتاب}}:  صيانة الاستشهاد: أسماء متعددة: قائمة المؤلفين (link)
- Dutton, John A. (2001). New American Urbanism: Re-forming the Suburban Metropolis. Milano: Skira editore. (ردمك 88-8118-741-8)
- El Nasser، Haya (14 نوفمبر 2005). "Miss. Wal-Marts may apply 'new urbanism' in rebuilding". USA Today. مؤرشف من الأصل في 2009-07-03.
- Gallini, Jared. 2010. "Demographics and Their Relationship to the Characteristics of New Urbanism: A Preliminary Study". Applied Research Projects, Texas State University-San Marcos. Paper 340.http://ecommons.txstate.edu/arp/340
- جاين جاكوبز (1992). The Death and Life of Great American Cities. New York: Vintage Books. (ردمك 0-679-74195-X). Originally published: New York: Random House, (1961).
- Katz, Peter (1994). The New Urbanism: Toward an Architecture of Community. New York: McGraw-Hill. (ردمك 0-07-033889-2)
- Kunstler, James Howard (1994). Geography Of Nowhere: The Rise And Decline of America's Man-Made Landscape. New York: Simon & Schuster. (ردمك 0-671-88825-0)
- The New American Landscape: A New Urbanist's Perspective on Sildeshare
- Talen, Emily (2005). New Urbanism & American Planning: The Conflict of Cultures. New York: Routledge. ISBN:0-415-70133-3.
- Tagliaventi, Gabriele (2002). New Urbanism. Florence: Alinea. ISBN:88-8125-602-9.
- Steuteville, Robert، المحرر (2009). New Urbanism Best Practices Guide. Ithaca: New Urban News. ISBN:0-9745021-6-2.
- Waugh, David. 2004 Buying New Urbanism: A Study of New Urban Characteristics that Residents Value. Applied Research Project. Texas State University. http://ecommons.txstate.edu/arp/22/ نسخة محفوظة 7 فبراير 2012 على موقع واي باك مشين.

## روابط خارجية
- المجلس للحضرية الجديدة
- المجلس الأوسترالي للحضرية الجديدة
- المجلس للحضرية الأوروبية نسخة محفوظة 17 أغسطس 2020 على موقع واي باك مشين.
- موقع NewUrbanism.org
- معهد التطوير الموجه نحو التنقل
- الجيل الجديد من داعمي الحضرية الجديدة
- A Vision of Europe
- Sustainable Urban Development Resource Guide
- Polis: Building Really Compact